# Правило Коми
«Правило Коми» (англ. The Comey Rule) — американский телевизионный мини-сериал с Джеффом Дэниелсом и Бренданом Глисоном в главных ролях, который вышел на экраны в сентябре 2020 года. Он основан на книге Джеймса Коми «Высшая степень преданности» и рассказывает о выборах 2016 года, по результатам которых Дональд Трамп стал президентом США.

## Сюжет
В основе сюжета мини-сериала — книга бывшего директора ФБР Джеймса Коми «Высшая степень преданности». Она рассказывает о выборах президента США, проходивших в 2016 году. Коми описывает победившего на этих выборах Трампа как беспринципного человека, связанного с Кремлём.

## В ролях
| - Джефф Дэниелс — Джеймс Коми - Брендан Глисон — Дональд Трамп - Майкл Келли — Эндрю Маккейб - Дженнифер Эль — Патрисия Коми - Холли Хантер — Салли Йейтс - Питер Койоти — Роберт Мюллер - Стивен Паскаль — Питер Страк - Уна Чаплин — Лиза Пейдж - Скут Макнейри — Род Розенштейн - Уильям Сэдлер — Майкл Флинн - Теодор Реймонд Найт — Райнс Прибус - Кингсли Бен-Адир — Барак Обама | - Брайан д’Арси Джеймс — Марк Ф. Джулиано - Стив Зисис — Джим Бейкер - Шон Дойл — Билл Пристап - Джонатан Бэнкс — Джеймс Клеппер - Ричард Томас — Чак Розенберг - Шон Галлахер — Джим Рыбицкий - Эми Сайметц — Триша Андерсон - Дэймон Гэптон — Джей Джонсон - Джо Ло Трульо — Джефф Сешнс - Майкл Хайетт — Лоретта Линч - Спенсер Гарретт — Билл Суини |

## Производство и релиз
О планах компании CBS Television Studios экранизировать мемуары Джеймса Коми в формате мини-сериала стало известно в октябре 2019 года. Билли Рэй стал сценаристом и режиссёром, Джефф Дэниелс получил роль Коми. К актёрскому коллективу присоединились Брендан Глисон (в роли Дональда Трампа), Майкл Келли, Дженнифер Эль, Холли Хантер, Стивен Паскуале, Уна Чаплин, Скут Макнейри, Уильям Сэдлер, Т. Р. Найт, Питер Койоти. Съёмки начались в ноябре 2019 года в Торонто. Бюджет проекта составил 40 миллионов долларов.
В июне 2020 года стало известно, что сериал получил название «Правило Коми» и что он будет включать две серии общей продолжительностью четыре часа. Премьера на канале Showtime состоялась 27 сентября 2020 года, 28 сентября сериал появился на Netflix. В Великобритании он вышел в эфир в четырёх частях на телеканале Sky Atlantic 30 сентября. В Австралии сериал транслировался в те же даты, что и в США, на стриминговом сервисе Stan, в Японии — 1 ноября на WOWOW.

## Оценки
На сайте-агрегаторе отзывов Rotten Tomatoes сериал получил рейтинг 68 % со средней оценкой 6,03/10. Консенсус критиков сайта гласит: «Несмотря на некоторые впечатляющие результаты, хаотичный подход „Правила Коми“ к текущим событиям проясняет очень мало, скорее затемняя факты». На Metacritic средневзвешенная оценка составила 58 из 100, что указывает на «смешанные или средние отзывы».
Дэниел Д’Аддарио из Variety дал сериалу негативный отзыв, заявив, что сценаристы приложили слишком большие усилия, чтобы продемонстрировать «праведность и приверженность долгу Коми». По словам рецензента, «Глисон — это одновременно и лучшее, и худшее в „Правиле Коми“»: актёру удаётся создать ощущение угрозы, исходящей от президента, но его грим «не попадает в цель». Лора Миллер, пишущая для журнала Slate, описывает сериал как «историю учреждений, работающих в соответствии с нормами и традициями, которые кажутся постоянными, но оказываются ужасающе хрупкими».